# Ukk, Veszprém
Ukk  este un sat în districtul Sümeg, județul Veszprém, Ungaria, având o populație de 350 de locuitori (2011). 

## Demografie
Componența etnică a satului Ukk
     Maghiari (88,85%)
     Romi (9,29%)
     Germani (1,86%)
Componența confesională a satului Ukk
     Romano-catolici (65,71%)
     Reformați (2,29%)
     Fără religie (2%)
     Necunoscută (30%)
     Alte religii (1,14%)
Conform recensământului din 2011, satul Ukk avea 350 de locuitori. Din punct de vedere etnic, majoritatea locuitorilor (88,85%) erau maghiari, existând și minorități de romi (9,29%), germani (1,86%) și arabi (1,24%).  Din punct de vedere confesional, majoritatea locuitorilor (65,71%) erau romano-catolici, existând și minorități de reformați (2,29%) și persoane fără religie (2,0%). Pentru 30,0% din locuitori nu este cunoscută apartenența confesională.